# 社会貢献
社会貢献（しゃかいこうけん）とは、社会生活の向上のために貢献する社会活動や慈善活動を指し、特に企業が利潤を目的とする事業とは別に行う公益活動を指す。このため企業の社会的責任（CSR）の文脈で語られることが多い。

## 概要
社会貢献とは、法人や団体および個人による公益に資する活動一般を指す。個人の社会貢献として代表的なものとしてボランティア活動があり、企業・団体などの法人では慈善事業やフィランソロピーやメセナなどがある。また企業などがボランティアや慈善活動への援助や寄付を行うこともこれに含まれる。
現代では企業の社会的責任（CSR）が重視され、営利企業が実施する社会貢献活動が普及しており、企業のブランドイメージの向上という広報的側面もある。
また、様々な分野の専門職に従事する専門家やそれに準じた能力を持つる者が、 非政府組織 (NGO) や特定非営利活動法人 (NPO) などの非営利団体においてボランティア活動を担うことは、それらの団体が社会貢献活動を継続する上で重要な助力となる。